# Chu Bá Thông
Chu Bá Thông (tiếng Trung: 周伯通, bính âm: Zhōu Bótōng, 1128-1228; phiên âm khác thành Châu Bá Thông) là một nhân vật có thật sống vào cuối thời Bắc Tống, có ảnh hưởng trong việc sáng lập Toàn Chân giáo. Tuy nhiên, từ sau năm 1957, nhiều người biết ông như là một nhân vật trong tiểu thuyết võ hiệp của Kim Dung với ngoại hiệu Lão Ngoan Đồng (老頑童), xuất hiện trong hai phần đầu của Xạ Điêu tam bộ khúc, gồm Anh hùng xạ điêu và Thần điêu hiệp lữ.

## Ghi chép trong lịch sử
Tuy nổi tiếng là nhân vật trong tiểu thuyết võ hiệp, nhưng Chu Bá Thông là một nhân vật có thật trong lịch sử. Tuy nhiên tư liệu về ông rất ít. Một số ghi chép ít ỏi cho biết ông sống vào cuối thời Bắc Tống, cùng thời với Vương Trùng Dương, là người Ninh Hải, Sơn Đông, đồng hương với một số thành viên trong nhóm Toàn Chân Thất tử là Đan Dương tử Mã Ngọc, Trường Chân tử Đàm Xứ Đoan, Ngọc Dương tử Vương Xứ Nhất, Quảng Ninh tử Hách Đại Thông và Thanh Tĩnh tản nhân Tôn Bất Nhị.
Chu Bá Thông sinh thời rất ngưỡng vọng Vương Trùng Dương. Bấy giờ, Vương đang vân du truyền đạo khắp nơi, đã thu nhận Khưu Xứ Cơ, Đàm Xứ Đoan, Mã Ngọc, Vương Xứ Nhất và Hách Đại Thông làm môn đệ. Mãi đến khoảng tháng 4 năm 1169, Vương cùng các đồ đệ mới trở về Ninh Hải. Chu Bá Thông khi đó đã mời Vương Trùng Dương tới nơi cư trú của mình, có tên là "Kim Liên Đường" để đàm đạo. Tại đây, vợ của Mã Ngọc là Tôn Bất Nhị xuất gia theo Toàn Chân giáo. Tháng 8 năm đó, Vương thành lập Tam giáo Kim Liên hội, một chi nhánh của Toàn Chân giáo, đặt dưới sự trợ giúp của Chu Bá Thông. Sau đó, Vương tiếp tục đến huyện Phúc Sơn truyền đạo, thu nạp Lưu Xứ Huyền.
Những hành trạng khác của Chu Bá Thông không thấy tài liệu nào ghi chép tới.

## Nhân vật lừng danh trong tiểu thuyết võ hiệp
Với những thông tin ít ỏi đó, Kim Dung đã tiểu thuyết hóa và đưa Chu Bá Thông trở thành một trong những nhân vật nổi bật nhất trong các tác phẩm của mình.
Trong Anh hùng xạ điêu và Thần điêu hiệp lữ, Chu Bá Thông được xây dựng là sư đệ của Vương Trùng Dương, sư thúc của Toàn Chân thất tử, dưới tay có cả một đám sư điệt già nua cổ thụ nhưng tâm hồn ông vẫn là tâm hồn của một đứa bé ngây thơ, trong sáng. Ngay ngoại hiệu Lão ngoan đồng (ông già mà chơi như con nít) cũng đủ để mô tả đặc điểm tính cách nhân vật Chu Bá Thông. Ông là một con nghiện võ thuật, người sáng chế ra món võ công "Không minh quyền", đặc biệt là môn Song Thủ Hỗ Bác, môn võ công kỳ dị chỉ dành cho những người có đầu óc hoàn toàn vô tư, trong sáng.
Theo sư huynh Vương Trùng Dương sang hoàng cung nước Đại Lý, Chu Bá Thông đã quan hệ với một cung phi của hoàng gia, sinh ra một đứa con nhưng nuôi không được.
Chu Bá Thông là một cao thủ, suốt đời chẳng biết sợ hãi ai nhưng mỗi khi nghe đến tên nàng cung phi đã lỡ thất thân với mình là ông ta chạy dài.
Suốt đời Chu Bá Thông chuyên làm những việc cổ quái. Ngay đến môn võ công ông tự suy nghĩ ra cũng có cái tên kỳ dị không kém: Song thủ hỗ bác (hai tay vừa giúp nhau vừa đánh nhau).
Đó là kết quả của một cách phân ý thật lý tưởng: tay trái vẽ hình vuông, tay phải vẽ hình tròn, hai tay vẽ cùng một lúc sao cho vuông ra vuông, tròn ra tròn. Chỉ có Chu Bá Thông là làm được việc ấy và luyện thành công kỹ thuật Song thủ hỗ bác. Võ công ông ta đạt đến trình độ kinh người nhưng chẳng hề giết chóc ai, hãm hại ai. Mỗi khi ông ta xuất hiện là tình huống trở nên vui nhộn.

### Anh hùng xạ điêu
Trong bộ truyện này, hành trạng của Chu Bá Thông được tái hiện theo lời kể của nhân vật Quách Tĩnh trên đảo Đào Hoa. Theo đó, ông vốn là một đứa trẻ mồ côi được Vương Trùng Dương nuôi dưỡng, nhận làm sư đệ và truyền thụ võ công cho.
Sau Hoa Sơn luận kiếm lần thứ nhất, Vương Trùng Dương lo sau khi mình qua đời, không ai đủ sức chế ngự Âu Dương Phong nên cùng Chu Bá Thông tới Đại Lý gặp Đoàn Trí Hưng để bàn bạc. Trong thời gian ở Đại Lý, Chu Bá Thông làm quen với Lưu Anh, một sủng phi của Nam Đế, dạy nàng thuật điểm huyệt. Hai người nảy sinh tình cảm và có quan hệ với nhau, sinh ra một đứa con. Vì chuyện này, Chu Bá Thông hết sức sợ hãi, xin lỗi Đoàn Trí Hưng và bỏ đi. Về sau đứa bé bị Cừu Thiên Nhận đánh trọng thương, Đoàn Trí Hưng vì ghen mà không cứu, Lưu quý phi đành giết chết đứa nhỏ. Đây là căn nguyên của những oán hận về sau giữa Lưu phi, Chu Bá Thông, Đoàn Trí Hưng và Cừu Thiên Nhận.
Sau khi Vương Trùng Dương mất, Vương Trùng Dương giao bộ Cửu Âm Chân Kinh cho sư đệ Chu Bá Thông cất giữ. Chu Bá Thông trên đường đi giấu bí kíp gặp vợ chồng Hoàng Dược Sư, bằng trí nhớ tuyệt vời của vợ, Hoàng lão tà nhanh chóng có được nội dung Cửu Âm chân kinh. Tuy nhiên kinh thư sau đó bị hai đồ đệ ăn trộm, vợ Đông Tà do cố sức nhớ lại kinh thư nên chết ngay sau khi sinh Hoàng Dung. Chu Bá Thông biết mình bị lừa bèn tìm đến đảo đào hoa để cướp lại Cửu Âm Chân Kinh. Không may bị lạc vào Đào hoa trận và bị Hoàng Dược nhốt ông trên đảo Đào Hoa 15 năm.
Chu Bá Thông ở trên đảo, nhàn rỗi vô sự, sáng tạo ra tuyệt học Không Minh quyền và Song thủ hỗ bác. Mười lăm năm sau, Hoàng Dung vô tình phát hiện ra nơi giam giữ Chu Bá Thông, thấy ông tính tình trẻ con nên thường đến chơi với ông. Hoàng Dược Sư biết chuyện nổi giận mắng con gái thậm tệ. Hoàng Dung giận cha bỏ đi, từ đó quen biết Quách Tĩnh.
Khi hai người Quách-Hoàng trở lại đảo, Quách Tĩnh không quen đường lối, lạc đến chỗ Chu Bá Thông. Hai người nói chuyện tâm đầu ý hợp. Chu Bá Thông đòi kết nghĩa huynh đệ với chàng. Dù tuổi tác hai người chênh lệch rất xa nhưng do ông nằng nặc yêu cầu, Quách Tĩnh đành đồng ý. Sau đấy, Chu Bá Thông khéo léo dạy Quách Tĩnh Không Minh quyền, Song thủ hỗ bác và cả Cửu Âm chân kinh.
Từ đó đến cuối truyện, Chu Bá Thông rời đảo Đào Hoa, gây ra rất nhiều sự phiền phức vì tính tình trẻ con của ông nhưng cũng may không có hậu quả nghiêm trọng.

### Thần điêu hiệp lữ
Trong Thần điêu hiệp lữ, Chu Bá Thông tuy đã già thêm hai ba chục tuổi nhưng vẫn giữ tính nết trẻ con như cũ, võ công ngày càng mạnh. Ông rất thích nô giỡn với Tiểu Long Nữ, dạy nàng Song thủ hỗ bác, lại lấy cắp bình mật nuôi ong của nàng.
Chu Bá Thông cũng nhận một đệ tử là Gia Luật Tề, tuy nhiên khi lớn lên Gia Luật Tề càng chỉn chu và nghiêm túc, không thích đùa giỡn nên ông cấm không cho chàng gọi ông là sư phụ.
Cuối truyện, ông hóa giải những chuyện hiểu lầm, oan nghiệt trước đây với Anh Cô (tên của Lưu quý phi sau khi rời cung) và Nhất Đăng Đại Sư (tên của Đoàn Trí Hưng sau khi đi tu), cùng nhau giúp Quách Tĩnh bảo vệ thành Tương Dương. Ông chính là người gợi ý cho Dương Quá giết cao thủ Mông Cổ, Kim Luân Pháp Vương.
Tại Hoa Sơn luân kiếm lần thứ ba, Chu Bá Thông được bầu là người giỏi nhất, hiệu là Trung Ngoan Đồng

### Võ lâm ngũ bá
Trong tiểu thuyết dựa Kim Dung "Võ lâm ngũ bá", Chu Bá Thông hồi nhỏ tên là Chu Cẩu Nhi, vốn là con hoang của một người đàn bà trẻ nhưng góa chồng bị một người đàn ông họ Dạ hãm hiếp.

## Phim ảnh
- Anh hùng xạ điêu:

Tần Hoàng (1976), Tần Hoàng (1983), Long Quán Vũ (1988), Lê Diệu Tường (1994), Triệu Lượng (2003), Lý Úc (2008), Ninh Văn Đồng (2017).
- Thần điêu hiệp lữ: Lê Diệu Tường (1995)